# Гаридеш
Гариде́ш (фр. Garidech, окс. Garidèit) — коммуна во Франции, находится в регионе Юг — Пиренеи. Департамент — Верхняя Гаронна. Входит в состав кантона Монтастрюк-ла-Консейер. Округ коммуны — Тулуза.
Код INSEE коммуны — 31212.

## География

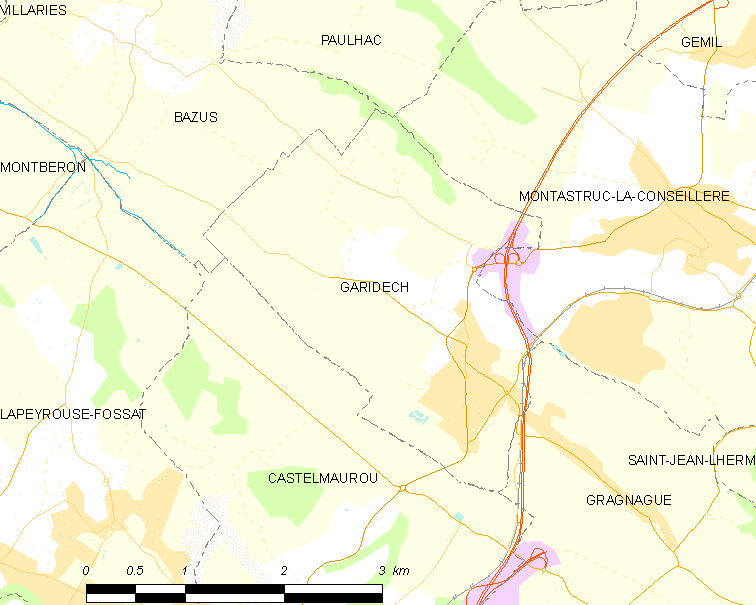
Карта коммуны

Коммуна расположена приблизительно в 580 км к югу от Парижа, в 15 км к северо-востоку от Тулузы.
На юго-западе коммуны протекает река Жиру.

## Климат
Климат умеренно-океанический. Зима мягкая и снежная, весна характеризуется сильными дождями и грозами, лето сухое и жаркое, осень солнечная. Преобладают сильные юго-восточные и северо-западные ветры.

## Население
Население коммуны на 2010 год составляло 1591 человек.
| 1962 | 1968 | 1975 | 1982 | 1990 | 1999 | 2010 |
| ---- | ---- | ---- | ---- | ---- | ---- | ---- |
| 331  | 318  | 380  | 520  | 698  | 952  | 1591 |

## Администрация
| Период | Период | Фамилия           | Партия | Примечания |
| ------ | ------ | ----------------- | ------ | ---------- |
| 1971   | 1995   | Шарль Латьёль     |        |            |
| 1995   | 2000   | Габриэль Жосран   |        |            |
| 2001   | 2008   | Бернар Леврес     |        |            |
| 2008   | 2020   | Кристиан Сьерколь |        |            |

## Экономика
В 2010 году среди 1020 человек трудоспособного возраста (15—64 лет) 822 были экономически активными, 198 — неактивными (показатель активности — 80,6 %, в 1999 году было 74,7 %). Из 822 активных жителей работали 775 человек (385 мужчин и 390 женщин), безработных было 47 (23 мужчины и 24 женщины). Среди 198 неактивных 76 человек были учениками или студентами, 73 — пенсионерами, 49 были неактивными по другим причинам.

## Достопримечательности
- Церковь Св. Иоанна Крестителя (XVI век). Исторический памятник с 1926 года[4]

## Фотогалерея

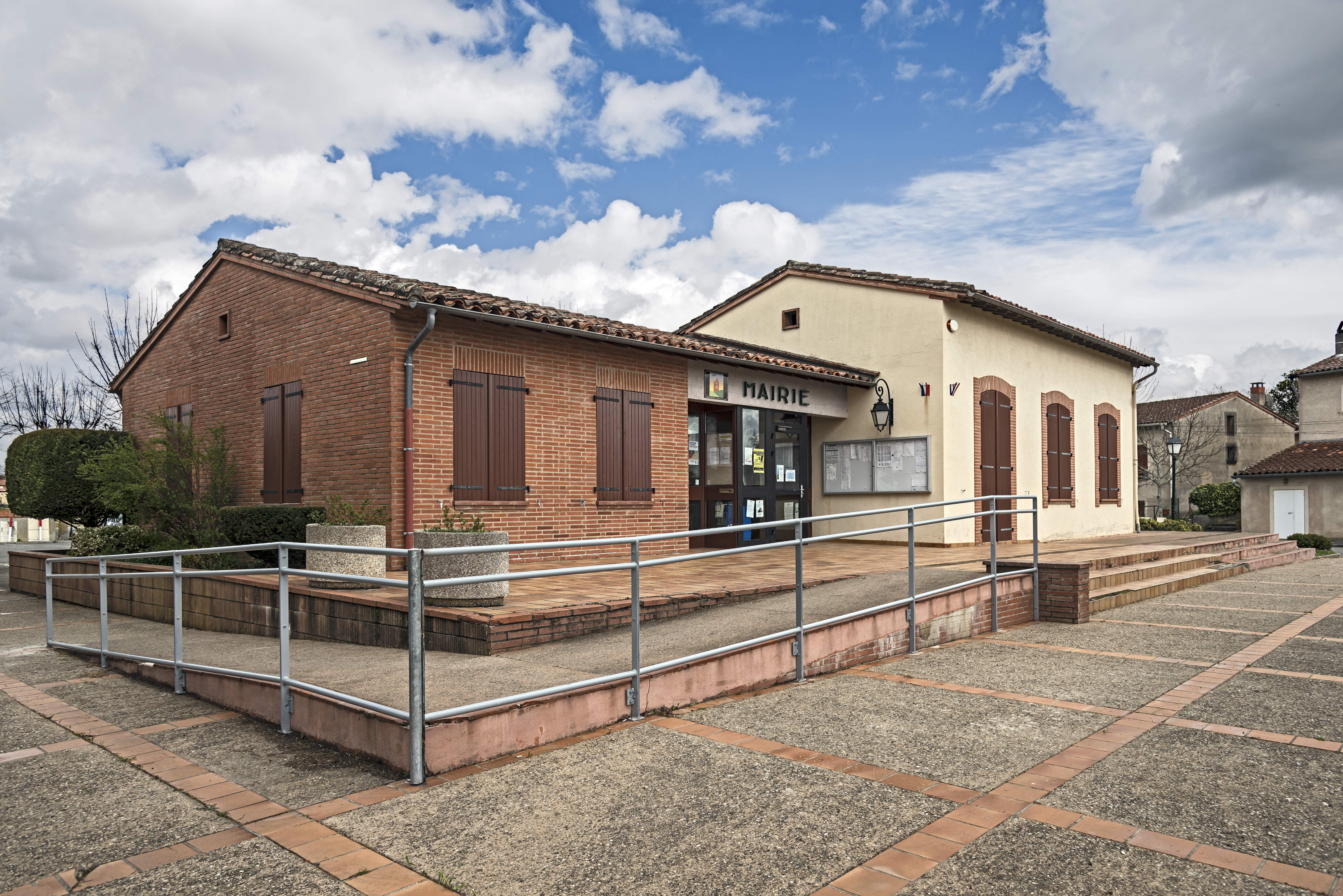
Мэрия
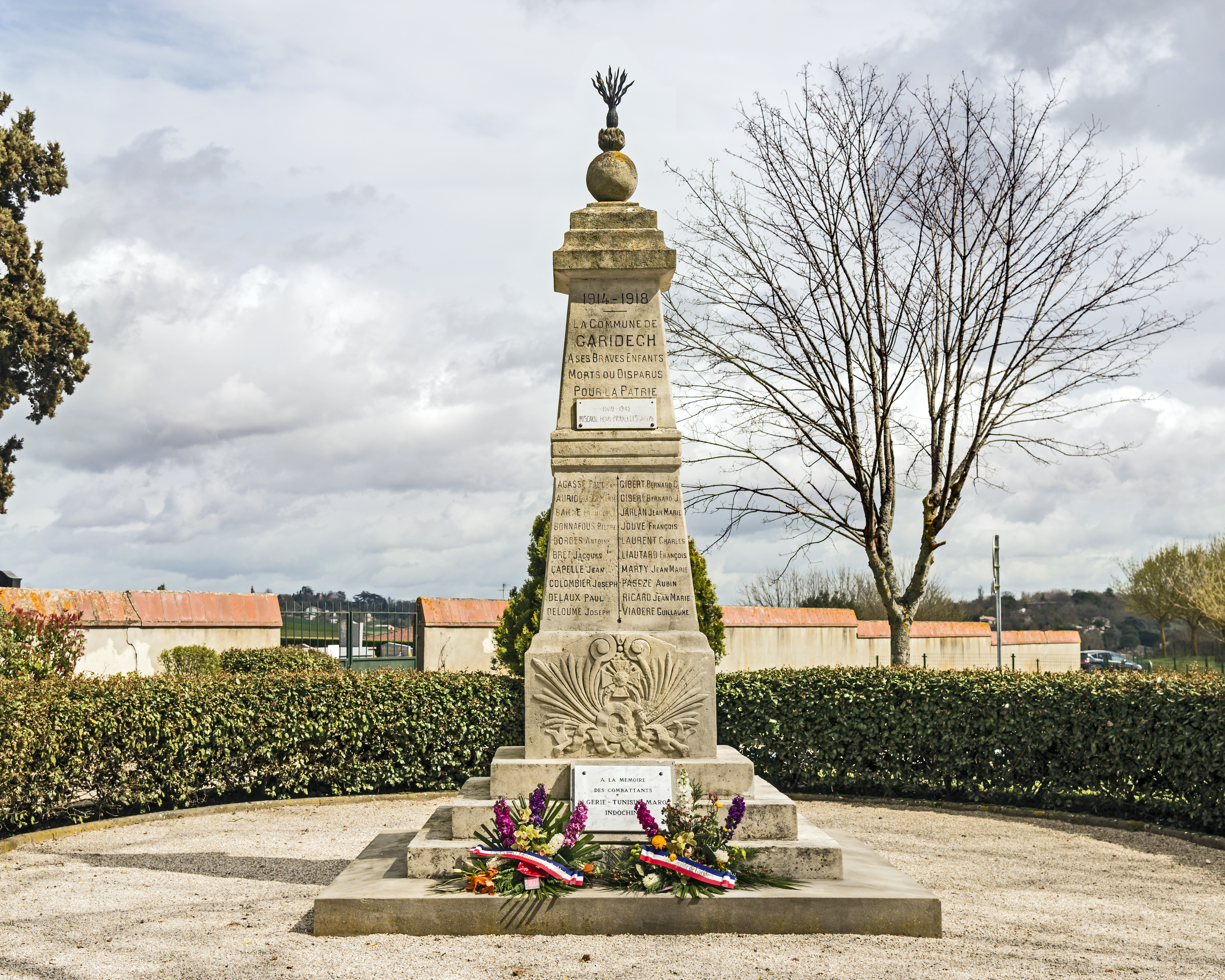
Военный мемориал
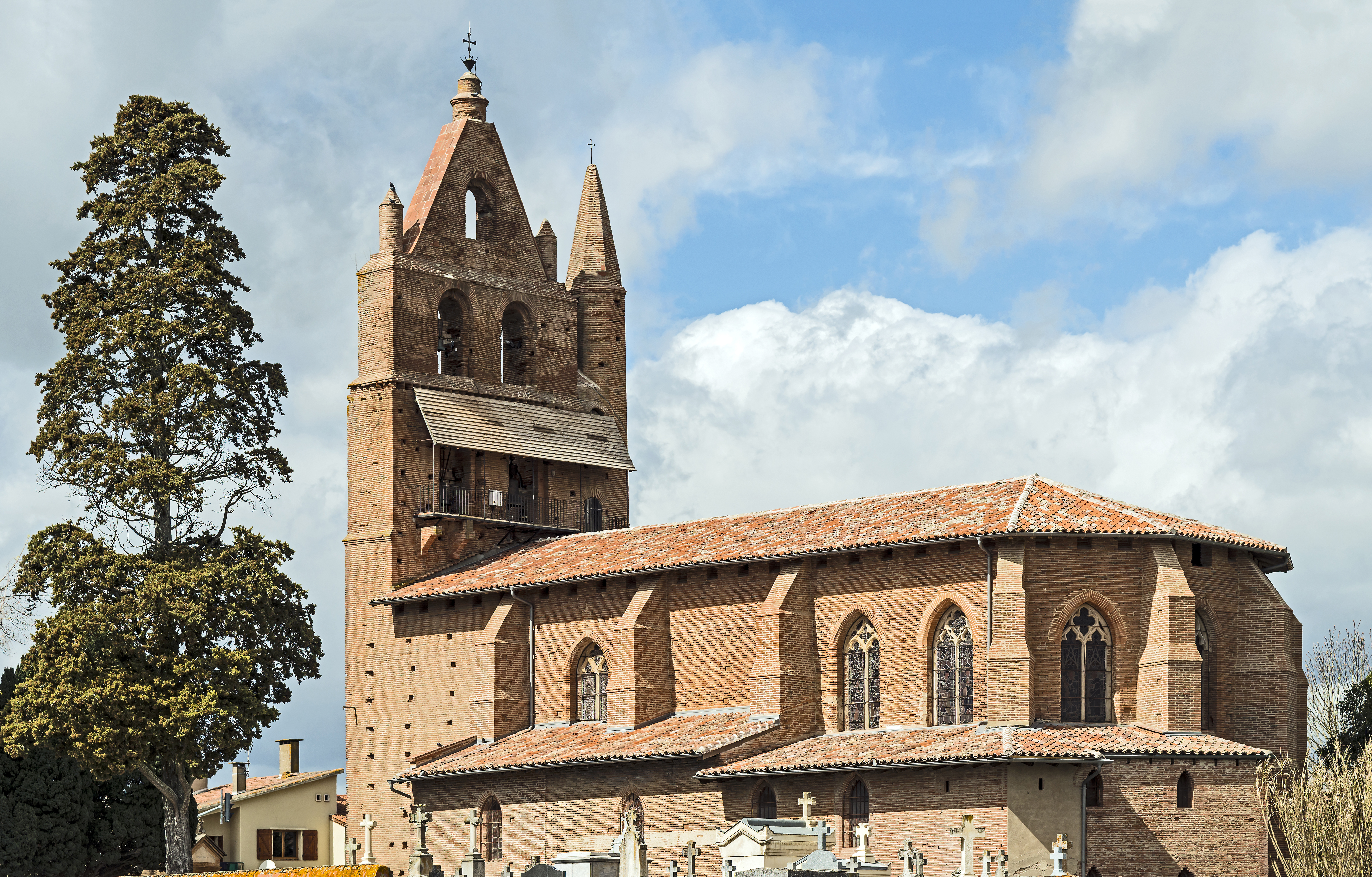
Церковь Св. Иоанна Крестителя
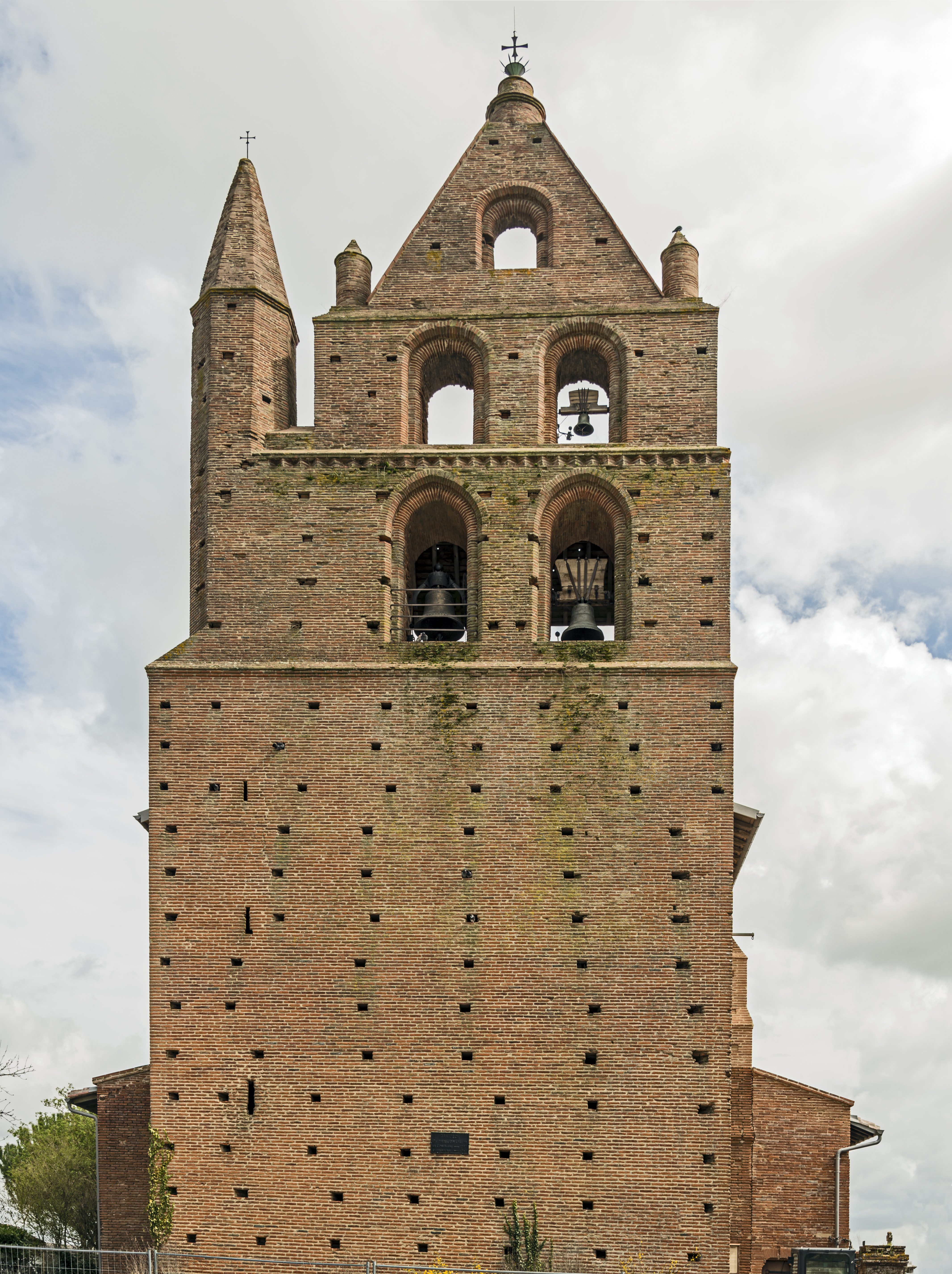
Церковь Св. Иоанна Крестителя
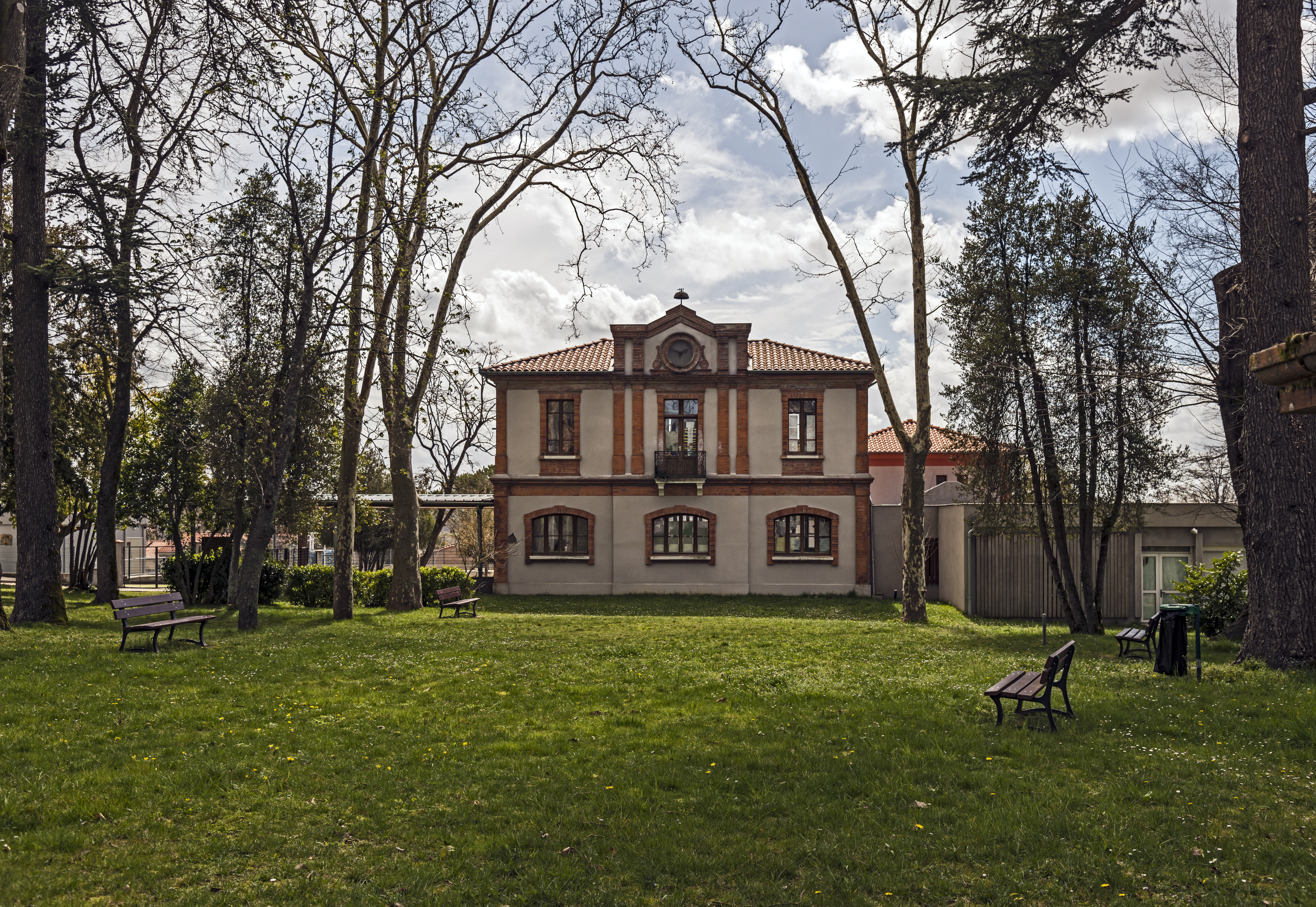
Школа